# Gerőfi Ilona
Gerőfi Ilona (Kolozsvár, 1880. szeptember 1. – Budapest, 1941. március 27.) színésznő.

## Életpályája
1899-ben debütált a színpadon. 1899-ben Romváry Várady Lajos társulatában szerepelt. 1900-ban Szabadhegyi Aladár társulata foglalkoztatta. 1902-től Földessy Sándor társulatában játszott. 1903–1904 között Balla Kálmán szerződtette. 1904–1905 között Palotay Antal társulatában volt. 1905–1906 között Bihari Ákos társulatában szerepelt.
Drámai, szende szerepekben volt látható. Házasságkötése után visszavonult a színészi pályáról.

## Családja
Szülei: Gerőfi Adolf/Áron és Grün Antónia/Sára voltak. 1909. szeptember 20-án, Budapesten házasságot kötött Kecskeméti Vilmos (1874–1937) újságíróval. Két gyermekük született: György és Andor (1911–1998).
Sírja a Kozma utcai izraelita temetőben található (1A parcella, 1. sor, 26. sírhely).

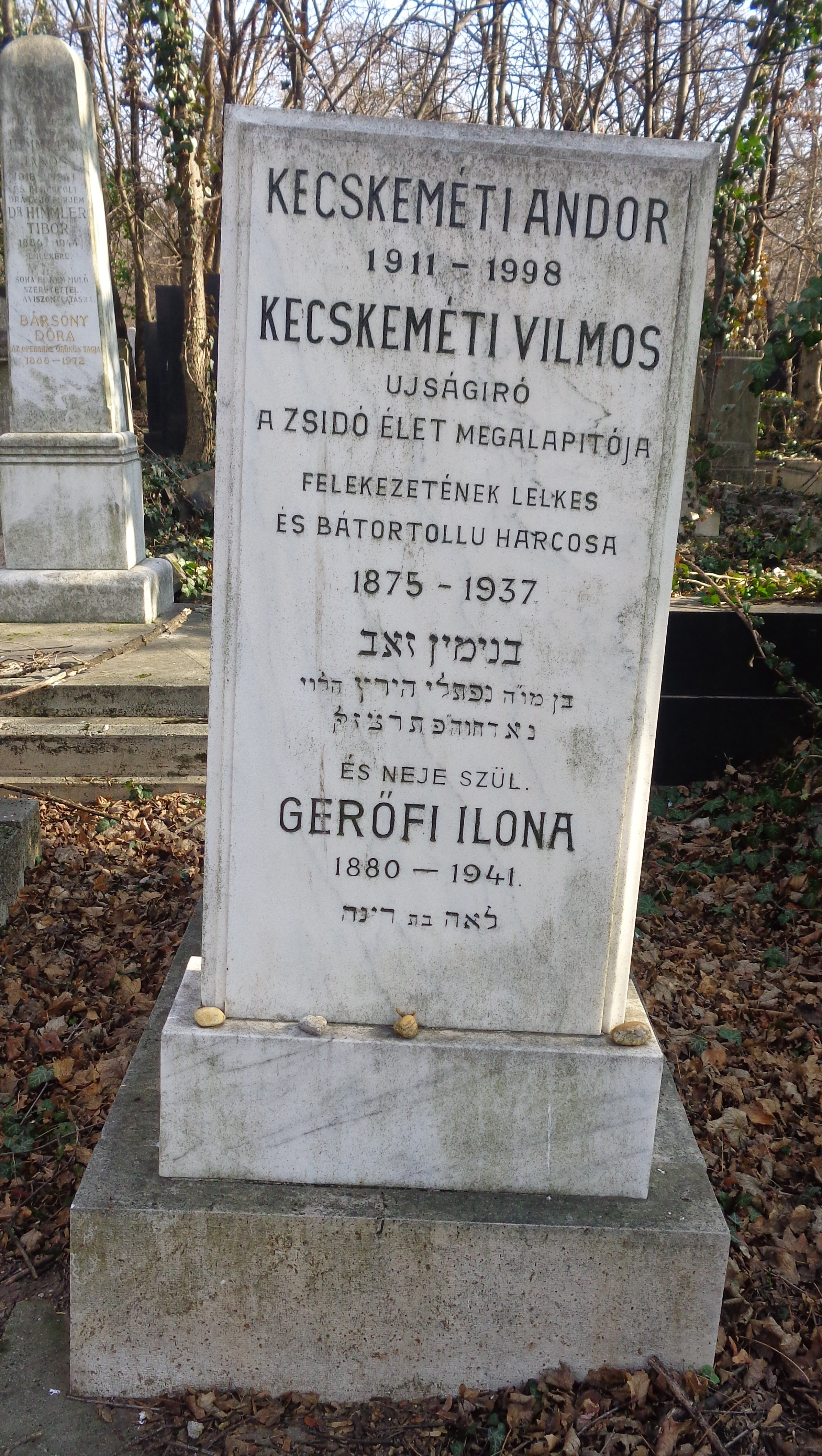
Kecskeméti Vilmos újságíró és Gerőfi (Geröffy) Ilona színésznő sírja a Kozma utcai izraelita temetőben. (2022)